# Caesalpinia sphaerosperma
Caesalpinia sphaerosperma är en ärtväxtart som beskrevs av Ignatz Urban och Erik Leonard Ekman. Caesalpinia sphaerosperma ingår i släktet Caesalpinia och familjen ärtväxter. Inga underarter finns listade i Catalogue of Life.